# Peace Ayisi Otchere
Pour les articles homonymes, voir Otchere.
Peace Ayisi Otchere est une banquière ghanéenne et la première femme directrice de la Banque africaine de développement. Peace a fait ses études secondaires à la Wesley Girls' Senior High School à Cape Coast,. Elle est également membre du conseil d'administration de Fan Milk Limited - Ghana.